# اولگ دی جفیمنکو
 اولگ دی جفیمنکو (انگلیسی: Oleg D. Jefimenko؛ زاده ۱۴ اکتبر ۱۹۲۲ درگذشته ۱۴ مه ۲۰۰۹) یک فیزیک‌دان بود.